# Спирален клапан
Спирален клапан се нарича вътрешен орган характерен за рибите и кръглоустните. Той е фактически част от тънките черва и представлява специфична спирално завита част от храносмилателния тракт. Спиралните оборота, които се образуват наброяват до 40 и дори до 45 броя.
Спиралният клапан е орган характерен за видовете риби с архаичен произход, каквито са всички видове Хрущялни риби, и някои костни риби като представителите на подкласовете Ръкоперки, Бахири и Двойнодишащи риби. Непълно развит орган, който по фенкция и строеж наподобява спирален клапан се среща при кръглоусните. При някои видове селдови рибе органът се среща като рудимент.
Органът е добре развит при Пластинчатохрилите каквито са акулите и скатовете. При тях макар и със сравнително къса дължина на храносмилателната система се постига сравнително висока площ на чревната повърхност. Освен това в спиралния клапан значително се забавя скоростта на преминаване на храната към задните отдели като така се увеличава времетраенето на храносмилането. При акулите и скатовете практически след стомаха следва спиралния клапан, който продължава в право черво. В спиралния клапан луменът значително намалява по диаметър в сравнение с предходни отдели на храносмилателната система. Ето защо по-твърди и несмлени частици няма как да продължат по пътя назад. Така например акулите периодично повръщат несмляната храна.